# Apache Tapestry
Az Apache Tapestry egy nyílt forráskódú komponens-orientált Java web alkalmazás keretrendszer koncepcióját tekintve hasonló a JavaServer Faces-hez és Apache Wicket-hez. A Tapestry-t Howard Lewis Ship készítette, és az Apache Software Foundation 2006-ban fogadta el felsőszintű projektként.
A Tapestry nagy hangsúlyt fektet az egyszerűségre, könnyen használhatóságra és fejlesztői munkatermelékenységre. A konvenció a konfiguráció felett (angolul Convention over Configuration) paradigmára épül, kiküszöbölve majdnem az összes XML konfigurációt.
Tapestry moduláris megközelítést használ a webfejlesztésben azzal, hogy erős kötés van minden weboldalon lévő felhasználói felület komponens (objektum) és az ő Java osztálya között. Ez a komponens alapú architektúra számos ötletet vesz kölcsön a WebObjects-től.

## Hello World példa
Egy minimális, sablonnal ellátott Tapestry alkalmazásnak csak három fájlra van szüksége:
HelloWorld.tml
Az (X)HTML sablon a /helloworld oldalhoz. Tapestry sablonok tartalmazhatnak bármilyen jól formált (X)HTML jelöléseket.
```
<!DOCTYPE html>

<html
 
xmlns=
"http://www.w3.org/1999/xhtml"

      
xmlns:t=
"http://tapestry.apache.org/schema/tapestry_5_3.xsd"
>

<body>

    
<p>
Hello,
 
${username}
</p>

</body>

</html>

```

HelloWorld.java
Az oldal osztálya, amely kapcsolódik a sablonhoz. Ez csak egy *username* property-t biztosít, amit a sablon elérhet.
```
package
 
org.example.demo.pages
;

/** a page class (automatically associated with the template file of the same name) */

public
 
class
 
HelloWorld
 
{

    
/** an ordinary getter */

    
public
 
String
 
getUsername
()
 
{

        
return
 
"world"
;

    
}

}

```

web.xml
A servlet alkalmazás Deployment descriptor-a, amely a Tapestry-t telepíti, mint servlet filter.
```
<?xml version="1.0" encoding="UTF-8"?>

<!DOCTYPE web-app

        PUBLIC "-//Sun Microsystems, Inc.//DTD Web Application 2.3//EN"

        "http://java.sun.com/dtd/web-app_2_3.dtd">

<web-app>

    
<display-name>
Tapestry
 
Example
</display-name>

    
<context-param>

        
<!-- megmondja a Tapestry 5-nek, hol keresse az oldalakat, komponenseket és ezek keverékét -->

        
<param-name>
tapestry.app-package
</param-name>

        
<param-value>
org.example.demo
</param-value>

    
</context-param>

    
<filter>

        
<!-- definiálja a Tapestry servlet filter-t -->

        
<filter-name>
app
</filter-name>

        
<filter-class>
org.apache.tapestry5.TapestryFilter
</filter-class>

    
</filter>

    
<filter-mapping>

        
<!-- megmondja a servlet konténernek melyik kéréseket melyik Tapestry servlet filter-nek küldje -->

        
<filter-name>
app
</filter-name>

        
<url-pattern>
/*
</url-pattern>

    
</filter-mapping>

</web-app>

```

## Osztály transzformáció
A Tapestry bájtkód manipulációt használ, hogy átalakítson oldal és komponens osztályokat futásidőben. Ez a megközelítés lehetővé teszi az osztály és komponens osztályok számára, hogy egyszerű POJOkként legyenek megírva, néhány elnevezési konvencióval és annotációval potenciálisan triggerelve lényegi kiegészítő viselkedéssel az osztály betöltésekor. A Tapestry 5.0, 5.1 és 5.2 verziói a Javassist bájtkód manipulációs könyvtárat használták. Az ezt követő verziók lecserélték a Javassist-ot egy új Plastic nevű bájtkód manipulációs réteggel, amely az ObjectWeb ASM-en alapul.

## Kliens-oldali támogatás
A Tapestry 5-ös verziói az 5.3-asig becsomagolták a Prototype és script.aculo.us JavaScript keretrendszereket a Tapestry-specifikus könyvtárral együtt, hogy támogotni tudják a Ajax műveleteket első kézből. A harmadik fél által írt modulok szintén elérhetők, hogy integrálják a jQuery-t a Prototype/Scriptaculous helyett illetve mellett.
Az 5.4-es verziótól kezdve a Tapestry tartalmaz egy új JavaScript réteget, amely eltávolítja a beépített komponensek Prototype-hoz való függőségét, lehetővé téve a jQuery és más JavaScript keretrendszer beépíthető legyen modulként.
Az 5.4-es verzió továbbá bevezette a JavaScript modulok támogatását a RequireJS modul betöltő rendszer használatával.

## Alapvető alapelvek
A Tapestry projekt dokumentáció idézi a "négy alapelv"et, amely irányítja az összes fejlesztési döntést a Tapestry esetén 2008-tól az 5-ös verziótól kezdve:
- Statikus struktúra, dinamikus viselkedés — oldal és komponens struktúra kifejezetten statikus kiküszöbölve a nagy oldalak és komponens fák készítésének szükségességét.
- Alkalmazkodási API - a keretrendszert arra tervezték, hogy alkalmazkodjon a kódhoz, és ne a kódnak kelljen alkalmazkodni a keretrendszernek
- Megkülönbözteti a nyilvános és belső API-kat - minden API kifejezetten "belső" (privát) kivéve azok, melyek szükségszerűen nyilvánosak.
- Biztosítja a visszamenőleges kompatibilitást - A Tapestry fejlesztők maximálisan elkötelezettek annak biztosítása mellett, hogy a frissíteni a Tapestry-t a legfrissebb verziójára mindig nagyon könnyű.

## Kritika
A Tapestry-t sokan kritizálták, hogy a fő verziók visszafelé nem kompatibilisek, legfőképpen a 4-es és 5-ös közti átvitel problémás, ahol nincs tiszta migrációs út a már létező alkalmazásokhoz. A projekt tagok azt elismerték, hogy ez fő probléma volt a Tapestry felhasználók számára a múltban, de a jövőben a visszafelé kompatibilitást tették meg a fő tervezési célkitűzésként.

## Kapcsolódó projektek
- Tynamo Framework aka Trails 2 Archiválva 2014. október 16-i dátummal a Wayback Machine-ben a Tapestry 5-ön alapul.
- JumpStart oktatóanyag Archiválva 2014. október 12-i dátummal a Wayback Machine-ben Tapestry példákon keresztül.

## Fordítás
- Ez a szócikk részben vagy egészben  az   Apache Tapestry című angol Wikipédia-szócikk ezen változatának fordításán alapul.  Az eredeti cikk szerkesztőit annak laptörténete sorolja fel. Ez a jelzés csupán a megfogalmazás eredetét és a szerzői jogokat jelzi, nem szolgál a cikkben szereplő információk forrásmegjelöléseként.